# Ојрати
Ојрати најзападнија су група Монгола чији је родни дом алтајски регион западне Монголије. Иако су Ојрати настали у источним деловима средње Азије, данас се најпознатија група налази у Калмикији, делу федералног субјекта Русије, где се називају Калмици.
Историјски су Ојрати били састављени од четири велика племена: Џунгара (Чороса или Олота (Елеута)), Торгуда, Дербета и Хошута. Мања племена су укључивала: Хоиде, Бајате, Миангате, Захчине и Батуте.

## Етимологија
Име вероватно потиче од "ој" (шума) и "ард" (особа) и убрајали су се у шумске народе у 13. веку. У другој верзији порекла имена се каже да име потиче од монголске речи "ојрт" (или "ојрхон") што значи "близу (у смислу даљине)", као и "блиски људи".
Име Ојрат може да потиче и од злоупотребљеног оригиналног имена групе Дöрбен Ööрд, што значи "Савезничка четворка". Можда инспирисани називом Дöрбен Ööрд, остали монголски народи су користили израз "Дечин Монголи" да би означили себе ("Дечин" значи четрдесет), али је ретко постојао велики степен јединства међу већим бројем племена као што је постојао међу Ојратима.

## Систем писања
У 17. веку, Заја Пандита, будистички свештеник из племена Хошута, направио је систем писања, познат под именом Того Бичиг (јасно писмо), за Ојрате. Овај систем је направљен на основама старог монголског писма, са бољим системом дијакритика да спречи погрешно читање и укаже на лексичке и граматичке разлике између ојратског и монголског језика.
Систем писања јасним писмом је остао у употреби у Калмикији (Русија) све до средине 1920-их када је замењен, прво латиницом, а касније ћирилицом. Још увек се старо писмо може видети на јавним ознакама у престоници Калмика Елисти и површно се учи у школама. У Монголији је 1941. године замењен стари систем писања ћирилицом. Неки Ојрати у Кини се још увек служе Тодо Бичигом као главним системом писања, али такође користе монголску азбуку.
Споменик Заја Пандити је откривен на његов 400. годишњи рођендан и 350-то годишњицу употребе његовог јасног писма.

## Историја
Ојрати деле неки део историје, географију, културу и језик са Источним Монголима, са којима су у различитим раздобљима били уједињени под истим лидером као део ширег монголског ентитета — без обзира да ли је тај владар био ојратског порекла или џингизид (потомак Џингис-кана).
Ојрати су се састојали од Хошут, Торгут ("торгууд") и Дебрет ("дөрвөд") етничких група. Проглашени су за Калмике или Калмаке, што значи "остатак" или "остати" на језику њихових западних туркијских комшија. Различити извори наводе и бургутско, бузавско, кереидско и најманско племе као саставни део Дöрбен Ööрда. Нека племена су се можда прикључила оригиналној четворки у годинама које су следиле. То можда објашњава зашто су Калмици који су преостали у региону Алтајских планина будисти, а не муслимани као остали народи који су прихватили ову веру за време миграције туркијских племена ка западу.
После пада Јуан Династије, Ојрати и Источни Монголи су развили одвојене идентитете до те мере да су се Ојрати прозвали "Ојратским канатом", а све остале под водством Кагана, назвали Монголима.

### Рана историја
Једно од најранијих помињања Ојрата у литератури је у Тајној историја Монгола, хроници о Џингис-кановом доласку до моћи из 13. века. У Тајној историји, Ојрати се убрајају у "шумске народе" и означени као људи који живе под влашћу шаманског поглавице, познатим као баки. Живели су у Туви и монголској Ховзгол покрајини да би се у 14. веку Ојрати померили ка југу.
У једном познатом пасусу поглавице Ојрата, Кудук Беки, употребљава се јада или 'олуја' да би ослободила снажно невреме и напало Џингисову војску. Међутим, чаробна завера неуспева због неочекиваног удара олујног ветра у супротном правцу ка Кудуку. Током раних фаза раста Темуџин Џингиса, Ојрати под Кудук Бекијем су се борили против њега и били су поражени. Ојрати су се у потпуности потчинили владарима Монголије након је њиховог савезник Џамуха, пријатељ Џингиса из детињства и каснијег ривала, уништен. Поразом од кана Ојрати су формирали лојалну и огромну фракцију монголске ратне машине. Године 1207, Џучи најстарији син Џингиса, покорио је шумска племена укључујући Ојрате и Киргизе. Џингис-кан је управљање тим људима дао сину Џучиу, а своју кћерку Чечејген удао за ојратског заповедника Хутуг-бегија или његовог сина. Постојали су и познати Ојрати у Монголском царству као што су Аргун-ага и његов син Навруз. Године 1256, део Ојрата под управом Буха-Темера (монг. Буха-Төмөр, Бөхтөмөр) се придружио походу Хулагу-кана на Иран и борили се против Асасина, Абасида у Персији. Илканатски Хулагу-кан и његов наследник Абака-кан су се преселили у Турску, где су се борили у другој бици за Холм, где су Монголи поражени. Већина Ојрата која је остала после битке ј подржавала Арикбека против Кублај-кана у толуидском грађанском рату. Кублај је победио свог млађег брата и тако су започели да служе победнику. Године 1295, више од 10.000 Ојрата под Тархаји-Хургеном (зету Борџигин породице) су побегли у Сирију и тамо били потчињени Мамелуцима. Ојрати су били омражени како од Монгола муслимана тако и од локалних Туркијаца. Добро су примљени од египатског Султана Ал-Адил Китбуха ојратског порекла. Али Паша, који је био управљач Багдадом, поглавар владајуће ојратске породице, је убио Арпа-кана, што је резултирало дезинтеграцијом монголске Персије. Због чињенице да су Ојрати били близу како Чатагајском канату тако и Златној хорди, имали су чврсте везе са њима, а многи монголски канови су имали ојраткиње за жене.
После избацивања Династије Јуан из Кине, Ојрати су се опет појавили у историји и описани као лабави савез четири велика западномонголских племена (Дöрбен Ојрад). Савез је растао, преузимао моћ у забаченим регионима Алтајских планина, северозападно од Хами оазе. Полако су се проширили на исток, анектирали територије које су тада биле под владавином Источних Монгола и надали да ће поново направити уједињену номадску владавину под њиховом командом.
Ојрати су формирали неџингизидске завезе, које су чинили Кереиди, Најмани и Бархуди и стари Ојрати.
Хошути су били једино племе под борџигинском владавином, док су осталима владали неџингизиди. Кинеска Династија Минг је помогла Ојратима да се подигну и победе Монголе за време владавине цара Јонглиа после 1410. године, када је војска династије Минг победила Олдзеј Темур-хана. Борџигин канови су скинути са власти и замењени Ојратима уз помоћ подршке владара династије Минг. Ојрати су ту били само марионетски канови све до тренутка прекида савеза између њих и Минга, што је резултирало нападом цара Јонгли на Ојрате.
Највећи владар ојратске четворке (монг. "дөрвөн ойрд", "дөрвөн ойрад") био је Есен Таиши који је управљао ојратским канатом од 1438. до 1454. године и који је током тог времена ујединио Монголију. Године 1449. Есен Таиши и Тохтоа Бух преместили су своју коњицу дуж кинеске границе и напали Мингову Кину. Победили су и уништили Мингову одбрану на великом кинеском зиду и послали појачање да пресретне кинеску коњицу. Током тог процеса је заробљен цар Женгтонг и тај догађај је познат као тимујска катастрофа. Следеће године је Есен вратио цара после неуспелог покушаја откупа. Након тражења титула кана, коју су могли имати само директни потомци Џингис-кана, Есен је убијен. Убрзо након тога је ојратска снага опала.
Од 14. до средине 18. века Ојрати су често били у рату са Халкаима али и неколико пута поново уједињени са Источним Монголима током владавине Дајан-кана и Тумен Засагт-кана.

### Хошутски канат
Ојрати су преобраћени у тибетанске будисте око 1615. године и није прошло пуно од отпочињања конфликта са припадницима будистичких гелуг и карма-кагју школе. На захтев школе Гелуга 1637. године, Гуши-кан, вођа Хошута у Коко Нору, поразио је Цогто-тајџија, принца Халхе који је подржавао школу Карма Кагју и освојио Амдо (садашњи Ћингхај). Унификација Тибета уследила је почетком 1640-их, а Гуши-кан је проглашен каном Тибета од 5. Далај Ламе и успостављен је Хошутски канат. Титула "Далај Лама" се сама доделила трећој лами Гелуг тулку који потиче од Алтан-кана (не треба га мешати са Алтан-каном Халхе) и на монголском значи "океан мудрости".
Амдо је у међувремену постао дом Хошута. Godine 1717, the Џунгари су напали Тибет и убили Лавзан-кана (или Хошут-кана), унука Гоши-кана и 4. кана Тибета.
Династија Ћинг је победила Џунгаре 1720-их и прогласила владавину на Ојратима преко Манџурско-Монголског савеза (низ систематски договорених бракова између принчева и принцеза Манџураца са Халха Монголима и Ојратима. Систем је постављен као краљевска политика која се спроводила преко 300 година), као и над хошутским Тибетом.
Године 1723. Лобзанг Данџин, други потомак Гоши-кана је преузео контролу над Амдом и покушао да освоји Хошут канат. Борио се против војске Манџурије из Династије Ћинг, али је поражен следеће године, а војска Манџурије је убила 80.000 људи из његовог племена због "покушаја побуне". До тог периода, становништво Горње Монголије је достигло 200.000 становника и углавном је било под надлежношћу принчева Халха Монгола који су били у брачним савезима са племемићима манџурских породица. Тако је Амдо пао под доминацију Манџуа.

### Џунгар канат
У 17. веку је дошло до пораста моћи још једне Ојратске империје на истоку, познате као Џунгарија канат, која се простирала од Велике Кине до данашњег источног Казахстана и од данашње северне Киргизије до јужног Сибира. То је било последње царство европских номада, којима је руководило племство Чороса.
Манџурци су покорили Кину средином 17. века и покушали да заштите своју северну границу настављајући политику поделе и правила коју су њихови претходници успешно покренули против Монгола. Манџу је учврстио своју владавину над уједињеним Источним Монголима Манџурије. Касније су покушали да убеде Источне Монголе из унутрашње Монголије да им се потчине. На крају су Источни Монголи из Спољашње Монголије затражили заштиту Манџуа против Џунгара.
Неки научниси процењују да је 80% популације Џунгара било уништено како у рату тако и због болести током Манџу-Ћинг похода на Џунгарију у периоду од 1755. до 1757. Популација Џунгара је достигла 600.000 године 1755.
Главнина популације Чороса, Олота, Хоида, Батута, Захчина који су се борили против Ћинга су били побијени од Манџу војника. После пада Џунгар каната, постали су мала етничка група. Било је 600,000 Халка Монгола и 600,000 Ојрата 1755. године, а сада око 2,3 милиона Халха и 638.372 Ојрата живи у четири државе, а у Монголији је остало само пар стотина Чороса.

### Калмици
Хо Урлук, тајиши Торгута и Далај Тајиши Дербета, су водили своје људе (200.000-250.000, већином Торгуте) на запад ка (Волги) 1607. године и тамо основали Калмички канат. По неким изворима овај потез је уследио унутрашњим поделама или племеном Хошута, док други историчари верују да је вероватније да су кланови који су мигрирали тражили пашњаке за своја стадо, оскудних у средишњој азијској висоравни. Део племена Хошут и Олот се придружио миграцији скоро век касније. Калмичка миграција до 1630. је досегла степе југоисточне Европе. Тада је ту област населила Ногаска Хорда. Под притиском калмичких војника, Ногајци су побегли на Крим на Кубан. Многи други номадски народи у евроазијским степама су касније постали вазали калмичког каната, од којих је део у области данашње [Калмикија|Калмикије]].
Калмици су постали руски савезници, што је резултирало потписивањем уговора о заштити граница на југу Русије између Калмичког каната и Русије. Касније су постали номинални, а затим под пуном владавимо руског цара. Године 1724 Калмици су били под контролом Русије. До почетка 18. века било је око 300-350.000 Калмика и 15.000.000 Руса. Руско царство је полако одузимало аутономију Калмичком канату. Ова политика подстиче успостављање руских и немачких насеља на пашњацима где су Калмици некада лутали и хранили стоку. Насупрот томе, Руска православна црква је притиснула будистичке Калмике да усвоје православље. У јануару угњетавање царске администрације је присилило већи део Калмика (33 хиљаде домаћинстава или отприлике 170 хиљада особа) да мигрирају у Џунгарију. 200,000 (170,000) Калмика је започело миграцију са својих пашњака на левој обали реке Волге у Џунгарију, преко територија њихових непријатеља Башкира и Казака. Последњи калмички кан Убаши предводио је миграцију како би обновио Џунгар Канат и омогућио независност Монголије. As C.D Barkman notes "It is quite clear that the Torghuts had not intended to surrender the Chinese, but had hoped to lead an independent existence in Dzungaria". Убаши-кан је послао својих 30.000 коњаника у руско-турском рату 1768-1769 да би освојили оружје пре миграције. Царица Катарина Велика наредила је руској војсци, Башкирима и Казацима да истребе све мигранте, а она укинула Калмички канат. Киргизи су их напали близу Балхашког језера. Око 100.000-150.000 Калмика који су се насељавали западну обалу реке Волге нису могли да пређу реку, јер се река није заледила 1771. године, а Катарина Велика је наредила убиства утицајних калмичких племића. После 7 месеци путовања, само је трећина преживела (66,073) од групе која је стигла до Џунгарије. Манџу-Ћинг царство је раселило Калмике у пет различитих области како би спречили њихове побуне, а утицајне Калмике убили.
После руске револуције њихово насељавање је убрзано, будизам је уништен, а стада колективизована.
Дана 22. јануара 1922. године Монголија је предложила да исели Калмике током глади у Калмикији, али је руска влада одбила. Неких 71-72.000 (93.000 ?, око половине становништва) је умро током те глади. Калмици су се побунили против Русије 1926, 1930 и 1942-1943. У марту 1927. године Совјети су депортовали 20.000 Калмика у сибирску тундру и Карелију. Калмици су основали суверену Републику Ојрат-Калмикију 22. марта 1930. године. Ојратска држава имала је малу војску и 200 калмичких војника победило је 1.700 совјетских војника у провинцији Дурвуд Калмикија, али је Ојратоска уништена 1930. године од стране совјетске војске. Калмички националисти и панмонголисти су покушали да пребаце Калмике у Монголију током двадесетих година 20. века. Монголска влада је предложила Монголима Совјетског Савеза, укључујући и Калмике, да се врате у Монголију, али је Русија одбила овај покушај.

1943. целокупно становништво од 120.000 Калмикова било је депортовано у Сибир. Сталин их је оптужио да подржава инвазију армија осовине које нападају Сталинград (Волгоград). Сматра се да је петина становништва погинула током и непосредно после депортације.
 Око половине (97-98.000) Калмика који су депортовани у Сибир су умрли пре него што су добили дозволу да се врате кући 1957. године. Влада Совјетског Савеза забранила је подучавање калмичког језика током депортације. Главни циљ Калмика је била емиграција у Монголију. Монголски лидер Хорлогин Чојбалсан је покушао да пребаци депортоване Калмике у Монголију и сусрео се с њима у Сибиру током посете Русији. Према Закону Руске Федерације од 26. априла 1991. године "О рехабилитацији изгнаног народа" репресија над Калмицима и другим народима квалификовани су као чин геноцида. Калмици сада покушавају да оживе свој језик и религију. У 2010. години је пописано 176.800 људи који се изјашњавају као Калмици у Русији.

### Монголи Синкјанга
Монголи Синкјанга формирају мањину, првенствено у северном делу региона, чији је број 194.500 у 2010. години, од чега је око 50.000 Дунсјана. Они су првенствено потомци преживелих Торгута и Хошута који су се вратили из Калмикије и Чахара који су били стационирани као војни гарнизон у 18. веку. Цар је послао поруке у којима је тражио од Калмика да се врате и подигну мању копију Потала палате у Ченгди како би тиме обележио њихов повратак. Модел копије те "Мале Потале" направљен је у Кини за шведског истраживача Свен Хедина и подигнут је на Светској изложби 1893. године у Чикагу. Сада је у складишту у Шведској, где се планира да га поновно поставе. Неки од повратника нису отишли тако далеко и још увек живе, сада као муслимани, на југозападном крају језера Исик Кул у данашњој Киргизији.

### Алаша Монголи
Граничећи се са Гансу реком и западно од Игреј реке је место које се сада зове Алашањ, Алаша и Алша, а Монголи који су настанили ово подручје се зову Алша Монголи.
Тербаих Хеши-канов 4. син Ајуш је 4th son Ayush се успротивио кановом брату Бајбагасу. Ајшијев најстарији син је Батур Ерх Јонон Хороли. После битке између Галдан-Бошогту-кана и Очирту Сечен-кана, Батур се преселио у Цајдам са својих 10.000 домаћинстава. Пети Далај Лама желео је земљиште за њих од Ћинг владе, па им је цар 1686. године дао дозволио да се настане у Алаши.
Године 1697, Алаша Монголи су управљали јединицама "хошу" и "сум". Креиран је хошу са осам сума, Батур је постављен за Беила (принц), а Алаша је стога био "засаг-хошу".
Године 1707., када је Батур умро, његов син Абу га је наследио. Живео је у Пекингу) од своје младости, служио је као чувар цара, а принцезу (кћерка цара) оженио, чиме је постао "Хоши Тавнан", тј. царским младожења. Године 1793. Абу је постао Ђин Ванг. Постоји неколико хиљада муслиманских Алаша Монгола.

#### Жошуј Монголи
Монголи који живе око реке Жошуј потичу од Равжира, унука Торхут Ајука-кана са реке Волге.
Године 1678, Равжир са својом мајком, млађом сестром и 500 људи одлази на Тибет да би се молио. Док су се враћали преко Пекинга 1704. године, владар Канси их је пустио да остану тамо неколико година, а касније организовао 'хошу' у месту званом Сертеј, а Равжира поставио за гувернера.
Године 1716. Канси цар послао га је са својим људима у Хами, близу границе Ћингове Кине и Џунгар каната, ради сакупљања обавештајних података против Ојрата. Када је Равжира умро његов најстарији син Дензен га је наследио. Плашио се Џунгара и желио да влада Ћинга дозволи да се преселе са границе. Преселили су се у Далан Ул-Алтан. Када је Дензен умро 1740. године, његов син Лубан Дарја га је наследио и постао Блај. Жошуј Монгола броје око 5000.
Године 1753. они су се населили на обале реке Жошуј, а формиран је 'хошу' Торгут реке Жошуј.

## Ојратска племена
Сарт Калмици и Ојрати Синкјанга нису поволшки Калмици или Калмици, док су Калмици подгрупа Ојрата.
- Алтајски Урјанхаји
- Батути
- Бајати
- Чантуи
- Чороси
- Дербети
- Хошути
- Хојти
- Хотони
- Калмици
- Мјангати
- Олоти
- Сарт Калмици
- Торгути
- Захчини

## У популарној култури
Ојрати су нација која се може изабрати у Europa Universalis IV.